# Lévis
Lévis (amtlich Ville de Lévis) ist eine Stadt (ville) und zugleich ein territoriales Äquivalent zu einer MRC in der kanadischen Provinz Québec.
Sie ist außerdem der Verwaltungssitz der Verwaltungsregion Chaudière-Appalaches.
Die Stadt liegt am Südufer des Sankt-Lorenz-Stromes unmittelbar gegenüber der Provinzhauptstadt Québec an der Mündung des Flusses Chaudière zwischen Beaumont und Saint-Antoine-de-Tilly.
Im Jahr 2016 zählte sie 143.414 Einwohner.

## Geschichte
Die Ursprünge der Stadt Lévis gehen auf die französische Kolonialzeit Neufrankreichs zurück. Samuel de Champlain, der 1608 die Stadt Québec gegründet hatte, benannte 1629 die kleine Landspitze im Mündungsbereich der Chaudière am gegenüber gelegenen Südufer Cap-de-Lévis, nach Henri de Lévis, dem damaligen Vizekönig Neufrankreichs. 1636 erhielt Jean de Lauzon, der damalige Gouverneur von Neufrankreich, die Lehnsrechte für das Gebiet der heutigen Stadt Lévis, das noch mehrheitlich von feindlichen Irokesen besiedelt war. Er gründete die Seigneurie Lauzon, doch erst 1647 gelang maßgeblich durch Guillaume Couture ein Friedensabkommen mit den Irokesen und damit die offizielle Kolonisation des Gebiets. Die Ortsbezeichnung Pointe-de-Lévy wurde eingeführt und 1694 wurde schließlich Saint-Joseph-de-la-Pointe-Lévis als erste und zunächst einzige Gemeinde in der Seigneurie Lauzon gegründet.
1836 verschwand die Seigneurie Lauzon infolge der Zahlungsunfähigkeit des letzten Lehnsherren John Caldwell. Das Gebiet wurde zum Verkauf ausgeschrieben und schlussendlich nach langen Rechtsstreitigkeiten 1845 von der Regierung erworben und zweigeteilt. In der Folgezeit wurden auf dem Gebiet u. a. die Gemeinden St-Romuald de l'Etchemin (1855) und St-David de l'Auberivière (1876) gegründet. Die Ursprungsgemeinde Saint-Joseph-de-la-Pointe-Lévis wurde 1867 zur Gemeinde Lauzon umbenannt, die schließlich 1910 die Stadtrechte erhielt.
Die Stadt Lévis wurde am 18. Mai 1861 durch die Initiative des Pfarrers Joseph-David Déziel als Zusammenschluss der Gemeinde Notre-Dame-de-la-Victoire und der Stadt d'Aubigny gegründet. Die Namensgebung erfolgte zu Ehren des Chevalier von Lévis, Marschall François-Gaston, unter dessen Kommando die Briten an der Pointe-de-Lévis in der Schlacht bei Sainte-Foy 1760 verlustreich besiegt werden konnten.
Am 6. Dezember 1900 gründete Alphonse Desjardins mit seiner Frau Dorimène Roy Desjardins hier in Lévis die erste nordamerikanische Genossenschaftsbank, die „Caisse d'épargne Desjardins“, aus welcher sich dann die Caisses Desjardins entwickelte. Die Gründung dieser Genossenschaftsbank sowie die damit verbundene Bewegung und ihre Auswirkung auf die Kreditversorgung der Bürger und kleiner Unternehmen wurde am 23. November 1984 durch die kanadische Regierung als ein „nationales historisches Ereignis“ gewürdigt.
Seit 2002 gehört Lévis zum Zweckverband Communauté métropolitaine de Québec.

## Verwaltungsgliederung

### Verwaltungsgebiet Lévis
Zwischen 1989 und 2002 wurden eine Reihe von Verwaltungsreformen vollzogen, an deren Ende die ursprüngliche Grafschaft Lévis in drei der 1979 neu geschaffenen Verwaltungseinheiten Municipalité régionale de comté aufgeteilt wurde.
Das Verwaltungsgebiet Lévis besteht nun aus den MRC Municipalités régionale de comté
- Désjardins
- Chutes-de-la-Chaudière-Est
- Chutes-de-la-Chaudière-Ouest

### Stadt Lévis
Mit Beginn der großen Verwaltungsreformen wurden im September 1989 die Städte Lévis und Lauzon zur Stadt Lévis-Lauzon vereinigt. Nach Unstimmigkeiten bezüglich der Namensgebung wurde schließlich im Herbst 1990 ein Referendum durchgeführt, um zu einem durch das Volk legitimierten Namensentscheid zu kommen. Aufgrund dieses Volksentscheids wurde die Stadt nunmehr am 22. Februar 1991 in Lévis umbenannt.

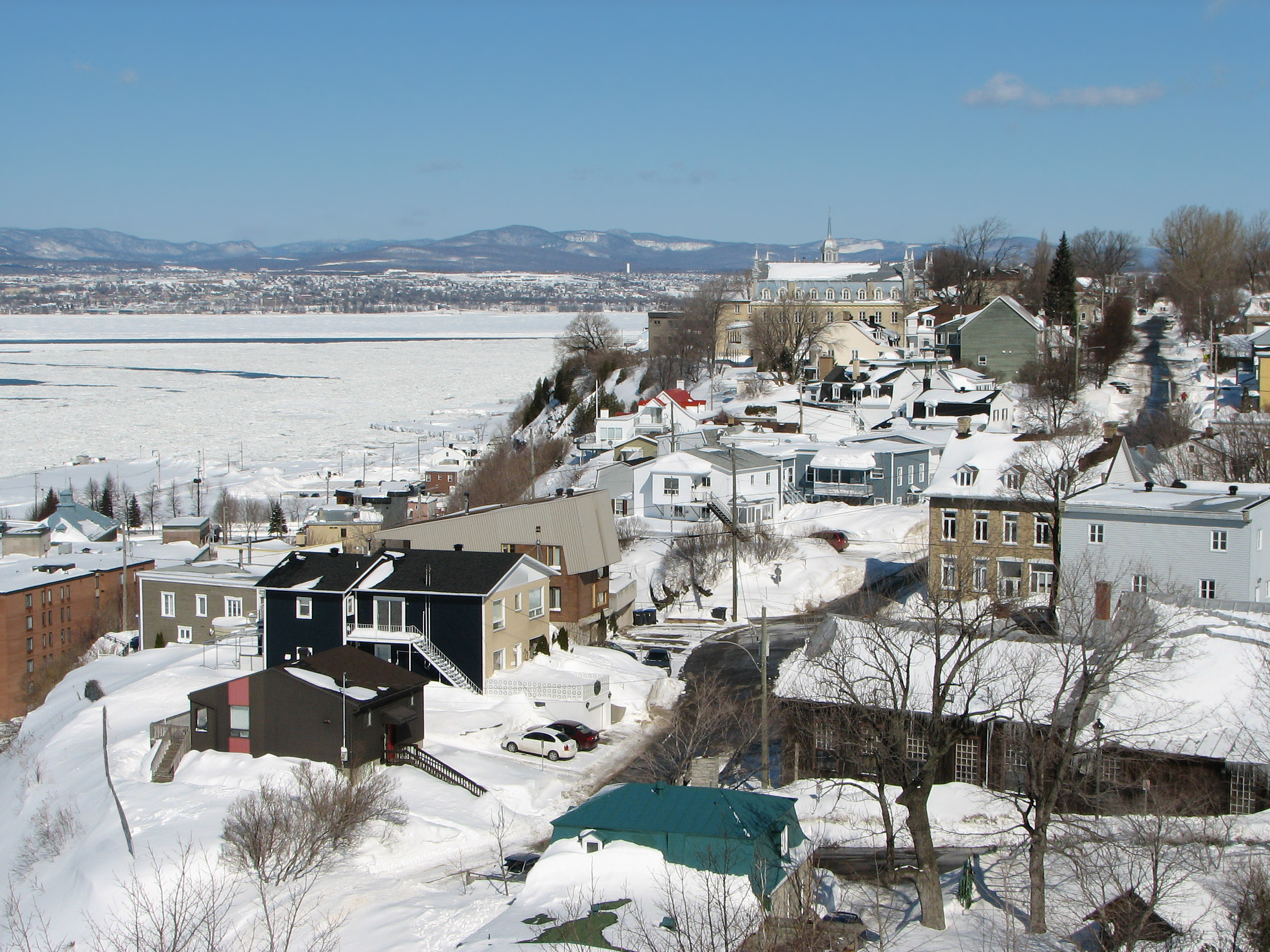
Blick auf den zugefrorenen Sankt-Lorenz-Strom

Am 1. Januar 2002 wurden im Zuge der zweiten Phase der Verwaltungsreformen neun weitere Ortschaften im Rahmen einer umfassenden, provinzweiten Gemeindeneuordnung in die Stadt Lévis eingemeindet. Die Ville de Lévis besteht seitdem aus den zehn Ortsteilen
- Lévis
- Charny
- Pintendre
- Sainte-Hélène-de-Breakeyville
- Saint-Étienne-de-Lauzon
- Saint-Jean-Chrysostome
- Saint-Joseph-de-la-Pointe-de-Lévy
- Saint-Nicolas
- Saint-Rédempteur
- Saint-Romuald

## Heraldik
Das Wappen der Stadt Lévis entstammt dem Geschlecht des Namenspatrons François-Gaston de Lévis. François-Gaston entstammte einem Zweige des Hauses Lévis, einem Vasallenhaus des Hauses Montfort-l’Amaury.

Symbole
Wappen derer von Lévis
Logo der Stadt Lévis
Wappen der Stadt Lévis
Flagge von Lévis

Die heraldische Bezeichnung (Blasonierung) des Wappens lautet:
D'or à trois chevrons de sable

## Demographie

### Bevölkerungszahlen nach MRC und Altersgruppen (2005)
|                    | Chaudière-Ouest | Chaudière-est | Desjardins | Lévis  |
| ------------------ | --------------- | ------------- | ---------- | ------ |
| 0–14 Jahre         | 6518            | 7811          | 7040       | 21369  |
| 15–24 Jahre        | 4780            | 4339          | 6842       | 15961  |
| 25–64 Jahre        | 20323           | 27338         | 27763      | 75424  |
| 65 Jahre und +     | 1805            | 3905          | 7932       | 13642  |
| Bevölkerung Gesamt | 33426           | 43393         | 49577      | 126396 |

### Bevölkerungszusammensetzung (2006)
Das Bevölkerungswachstum der Stadt Lévis betrug zuletzt 1,3 % in 5 Jahren. Lévis bildet eine der homogensten kanadischen Gemeinden: Über 99 % der Einwohner haben europäische Vorfahren und über 97 % sind französische Muttersprachler. Einwanderer und Mitglieder der indigenen Bevölkerung (premières nations) bilden eine vergleichsweise kleine Minderheit. Das mittlere Einkommen liegt rund 20 % über dem Provinzdurchschnitt und die Arbeitslosenquote liegt rund bei der Hälfte des Provinzdurchschnitts.
|                                 | Stadt Lévis | Québec (Provinz) |
| ------------------------------- | ----------- | ---------------- |
| Mittleres Alter der Einwohner   | 39,4 Jahre  | 41,0 Jahre       |
| franz. Muttersprachler          | 97,45 %     | 79,05 %          |
| Einwanderer                     | 1,55 %      | 11,45 %          |
| kanadische Staatsbürger         | 99,44 %     | 96,23 %          |
| Einwohner der premières nations | 0,30 %      | 1,46 %           |
| Arbeitslose                     | 3,6 %       | 7,0 %            |
| Mittleres Einkommen             | 29.710 $    | 24.430 $         |

Quelle: Statistics Canada

## Wirtschaft
Lévis bildet die größte Agglomeration und zugleich das wirtschaftliche Zentrum der Verwaltungsregion Chaudière-Appalaches. Rund ein Drittel der Bevölkerung und der wirtschaftlichen Umsätze der Verwaltungsregion Chaudière-Appalaches entfallen auf die Stadt Lévis.
Die wirtschaftliche Bedeutung der Stadt Lévis beruht wesentlich auf der Präsenz mehrerer großer Wirtschaftsunternehmen, darunter:
- Frito-Lay Canada (Kartoffelsnacks)
- Davie Québec (Schiffswerft)
- Ultramar ltée (Erdölraffinerie)
- Teknion Roy & Breton Inc. (Möbel)
- Caisses Desjardins (Genossenschaftsbank)

Die Hydro-Québec betreibt in der Stadt eines der größten Umspannwerke in Kanada inklusive des sogenannten Lévis-Enteisers, einer Anlage zur Enteisung von Freileitungen.

## Infrastruktur

### Verkehrsanbindung

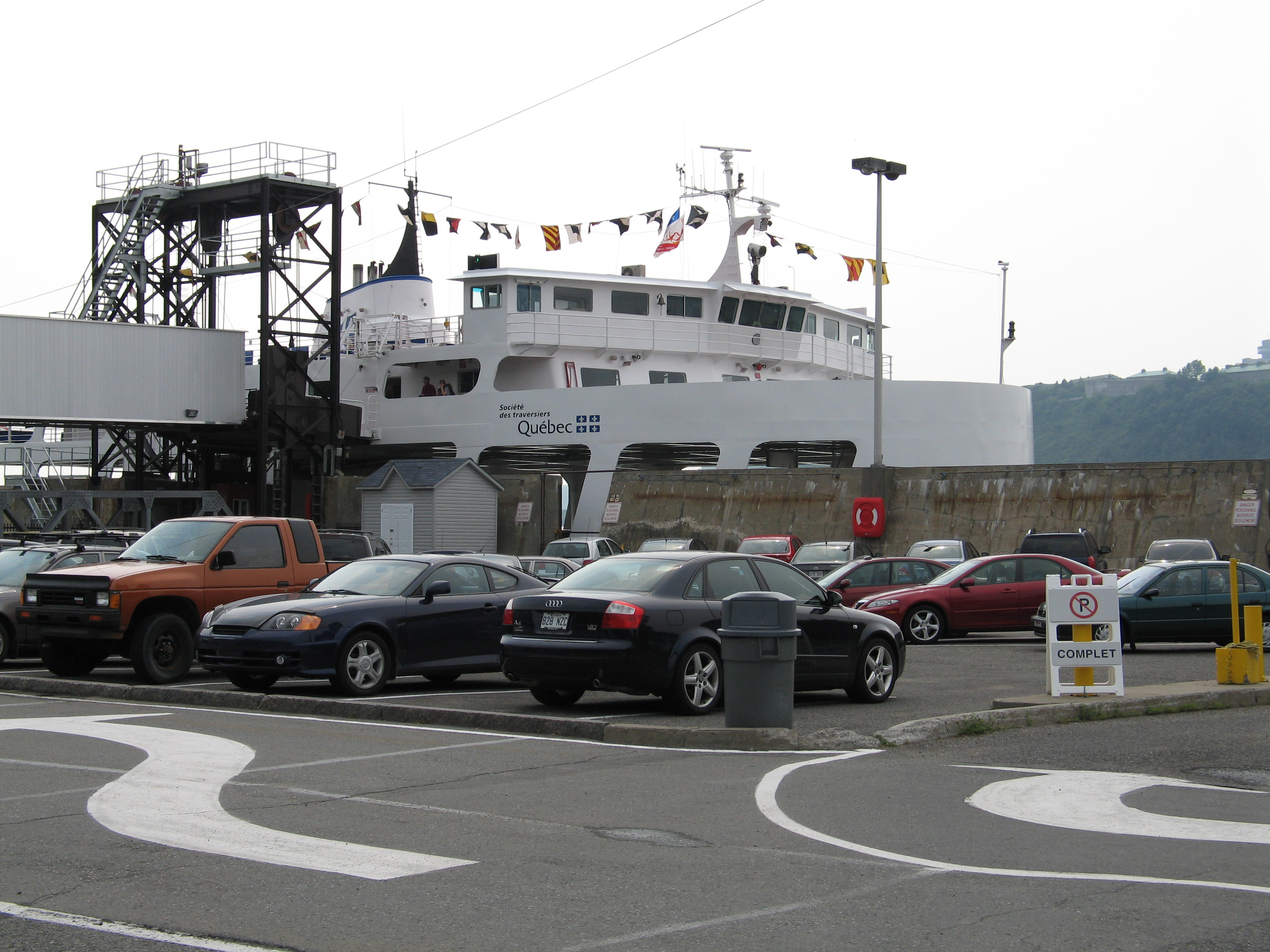
Anlegestelle der Fähren in Lévis

Neben einer Fährverbindung der Société des traversiers du Québec, die Québec mit der Altstadt von Lévis verbindet, führen zwei verkehrswichtige Brücken zwischen Lévis und Québec über den Sankt-Lorenz-Strom. Die 1919 fertiggestellte Québec-Brücke führt neben Straßenverkehr auch Eisenbahn- und Fußgängerverkehr, wohingegen die 1970 fertiggestellte Pont Pierre-Laporte ausschließlich als Autobahnbrücke dient.
1854 wurde Lévis an das Eisenbahnnetz der Grand Trunk Railway angebunden. Die Strecke entlang des Sankt-Lorenz-Tales führt südostwärts über Richmond nach Montreal und weiter, quer durch Ontario, bis nach Chicago. Nordwestwärts führt sie entlang des Südufers des Sankt-Lorenz-Stromes in die Gaspésie bis nach Rimouski und weiter nach Neuschottland und Maine.
Im Jahre 1920 ging die Strecke in den Besitz der Canadian National über und wird heute durch deren Tochtergesellschaft, der Grand Trunk Corporation, betrieben.

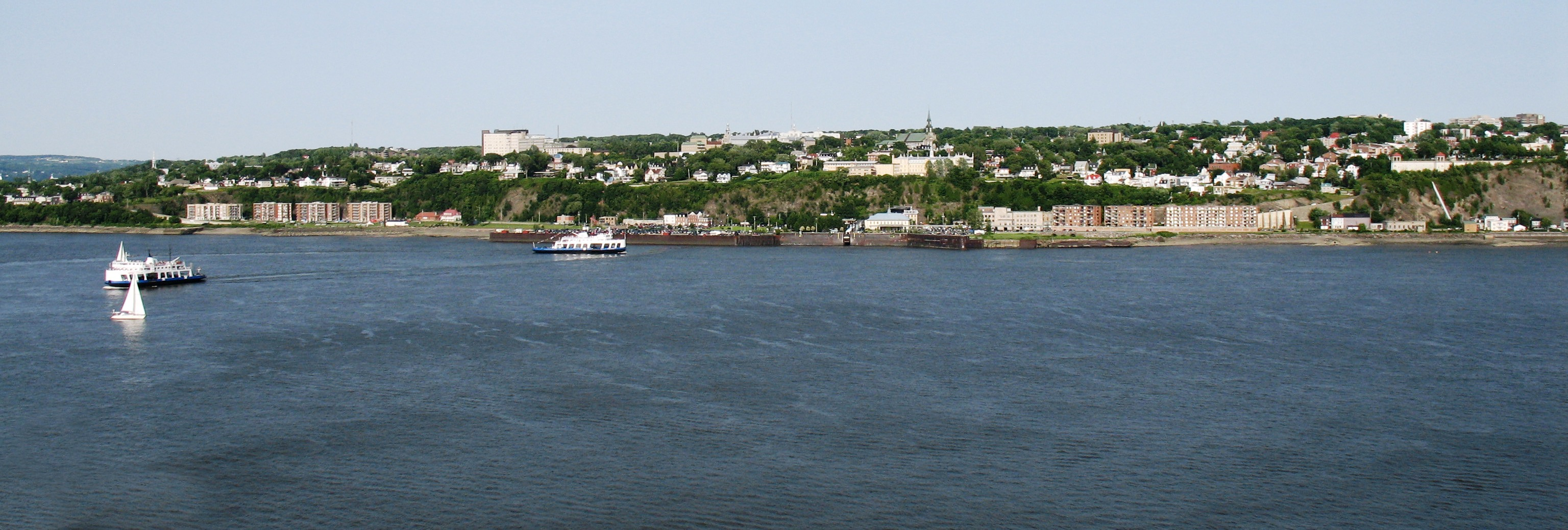
Blick von Québec über den Sankt-Lorenz-Strom auf Lévis

### Höhere Bildungseinrichtungen
- Cégep de Lévis-Lauzon
- Université du Québec à Rimouski, Campus de Lévis

## Persönlichkeiten der Stadt
- Ignace Bourget (1799–1885), römisch-katholischer Geistlicher, Bischof von Montréal
- Louis-Honoré Fréchette (1839–1908), Schriftsteller
- Louis-Nazaire Bégin (1840–1925), römisch-katholischer Erzbischof von Québec
- Alphonse Desjardins (1854–1920), Mitbegründer der ersten Genossenschaftsbank in Nordamerika
- Joseph-Arthur Bernier (1877–1944), Komponist, Organist, Pianist und Musikpädagoge
- Jean Carignan (1916–1988), Fiddle-Spieler
- Roland Hallé (1930–2018), Filmemacher und Oscarpreisträger
- Pierre Morency (* 1942), Schriftsteller
- André Lacroix (* 1945), Eishockeyspieler
- Ginette Bellavance (* 1946), Komponistin, Sängerin und Schauspielerin
- Jean Pichette (* 1963), Eisschnellläufer und Shorttracker
- Céline Bonnier (* 1965), Schauspielerin
- Guylaine Cloutier (* 1971), Schwimmerin
- Barbara Thériault (* 1972), Soziologin und Schriftstellerin
- Dominick Gauthier (* 1973), Freestyle-Skier
- Ann-Marie Pelchat (* 1974), Freestyle-Skierin
- Ariane Moffatt (* 1979), Singer-Songwriterin
- Michel Léveillé (* 1981), Eishockeyspieler
- Charles Hamelin (* 1984), Shorttracker
- Pierre-Luc Létourneau-Leblond (* 1985), Eishockeyspieler
- Kalyna Roberge (* 1986), Shorttrackerin
- Marie-Michèle Gagnon (* 1989), Skirennläuferin
- Francis Bernier (* 1997), Sänger
- Olivia Asselin (* 2004), Freestyle-Skierin

## Städtepartnerschaften
- Le Grand-Quevilly (Frankreich), seit 1969[4]